# Ollie

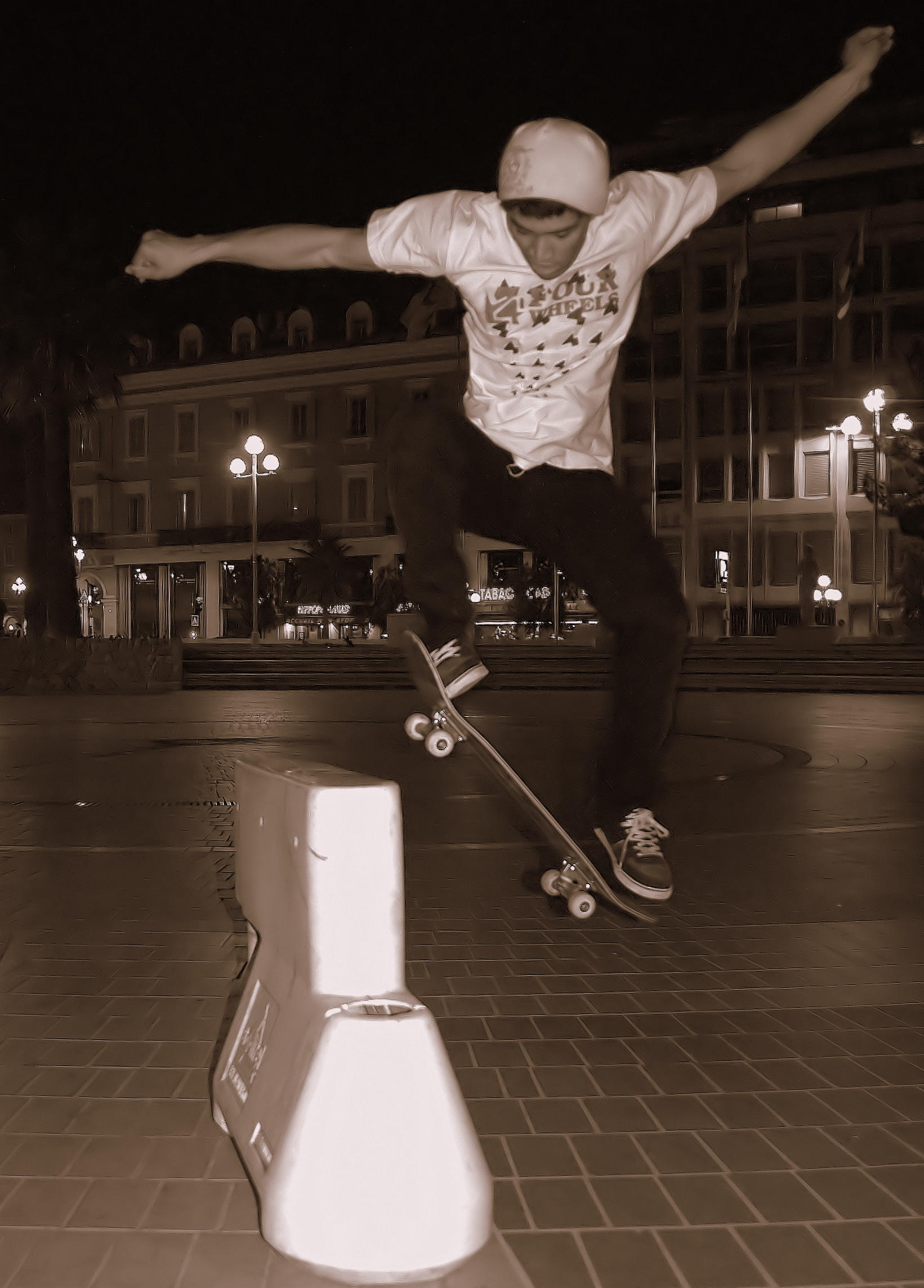
Ejemplo de ollie.

El ollie es un truco aéreo sin manos, fue inventado por Alan Gelfand en 1978, y perfeccionado por Rodney Mullen y Withney Aguilar en 1982 para realizarse en terreno plano.

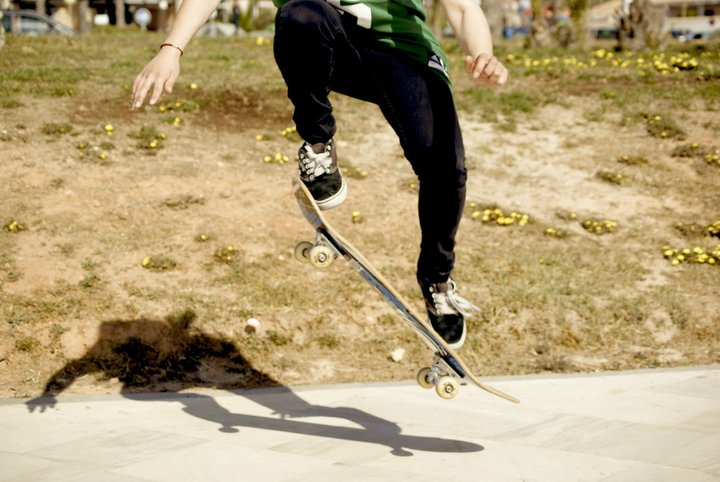
Proceso de Ollie.

Al realizar un ollie tanto el skater como la tabla saltan en el aire, permaneciendo en contacto a lo largo del salto. No es intuitivamente obvio cómo se logra el despegue, lo que hace el truco visual sorprendente.
El ollie es un truco fundamental en el skate. Dado que es la base para otras acrobacias que dependen de él, por ejemplo, el kickflip y el heelflip, normalmente es el primero que aprende un neófito, y cada vez lo hará más alto con el paso del tiempo. Este normalmente requiere una práctica considerable para aprender. 
El creador de este truco, Alan Gelfand, consiguió revolucionar este deporte con su invento. De hecho el ollie se ha convertido en el truco más utilizado y popular para hacer trucos entre los skaters, combinándolo con una gran variedad de trucos muy diversos, debido a que puede ser ejecutados en cualquier parte, tanto en calle como en el skatepark.

## Ejecución
En la jerga del skate, "picar" o "popear" es tocar el suelo con la cola del skate o "tail", haciendo que la nariz o nose de la tabla se eleve primero en el aire.
Para iniciar un Ollie, el skateboarder presiona hacia abajo con su pie posterior para levantar la tabla en el aire, e inmediatamente desliza su pie delantero hacia la nariz de la tabla, para nivelarla y controlar su subida. Saltando alto y recogiendo las piernas, la tabla puede alcanzar una gran altura.
El Ollie se puede lograr sin picar o popear, pero esto reduce drásticamente la altura posible.
Otro truco que deriva de este es el "nollie", que es simplemente lo mismo que el Ollie, pero con el pie que se popea o pica el skate va a delante en el nose de la tabla y se raspa para el otro lado para equilibrar el skate o tabla en el aire. 
Otro truco que se deriva de este es el "Fakie ollie", que es o se realiza con el pie al cual hay más afinidad y haciéndolo en la parte del nose de la tabla y se raspa para el otro lado para equilibrar el skate o tabla en el aire.
Otro truco que se deriva de este es el "switch ollie", que es o se realiza con el pie contrario al cual hay más afinidad y haciéndolo en la parte del "Tail" de la tabla y se raspa para adelante para equilibrar el skate o tabla en el aire

## Orígenes
Se le reconoce al Ollie la transformación de la práctica del skateboarding, por ello su invención se atribuyó cuidadosamente.
Se le atribuye a Alan "Ollie" Gelfand la invención del truco aéreo sin manos original en 1977, como un truco realizado en rampas y piscinas.
El "Ollie flatground" (ahora conocido simplemente como "Ollie") fue inventado en 1982 por Rodney Mullen, su perfeccionamiento fundamental fue el uso del pie delantero para nivelar la tabla en el aire. Alan mismo nunca nombró el truco, pero apareció con el nombre "Ollie-prop pop" en su primera aparición en la revista de skate Thrasher.

## En otros temas
Uno de los personajes jugables de Brawl Stars se llama Ollie, que tiene las mismas características que cualquier otro Ollie. 